# Coelioxys neavei
Coelioxys neavei är en biart som beskrevs av Joseph Vachal 1910. Coelioxys neavei ingår i släktet kägelbin, och familjen buksamlarbin. Inga underarter finns listade i Catalogue of Life.